# Stazione di Orio
La stazione di Orio (折尾駅?, Orio-eki) è una stazione ferroviaria situata nel distretto di Yawata Nishi-ku della città di Kitakyūshū, nella prefettura di Fukuoka, in Giappone. La stazione si trova sulla linea principale Kagoshima della JR Kyushu.

## Linee e servizi ferroviari
JR Kyushu
■ Linea principale Kagoshima
■ Linea principale Chikuhō

## Struttura
L'impianto è situato all'incrocio di due linee ferroviarie, e possiede marciapiedi in tre aree separate: presso l'uscita ovest, presso l'uscita est, e presso l'uscita Takami.
Sono presenti tornelli automatici con supporto alla bigliettazione elettronica Sugoca e biglietteria presenziata. Al 2016 sono in corso lavori per la semplificazione dell'impianto.
| 1-2 | ■ Linea Wakamatsu            | per Wakamatsu, Nakama e Nōgata        |
| 1-2 | ■ Linea Fukuhoku-Yutaka      | per Nōgata, Shin-Iizuka e Katsuragawa |
| 3   | ■ Linea principale Kagoshima | per Akama, Hakata e Ōmuta             |
| 4   | ■ Linea principale Kagoshima | per Kashii, Hakata, Tosu e Ōmuta      |
| 4   | ■ Linea principale Kagoshima | per Yahata, Kokura e Mojikō           |
| 5   | ■ Linea principale Kagoshima | per Kurosaki, Kokura e Mojikō         |
| 6   | ■ Linea Fukuhoku-Yutaka      | per Kurosaki, Kokura e Mojikō         |
| 7   | ■ Linea Fukuhoku-Yutaka      | per Nōgata, Iizuka e Hakata           |

## Stazioni adiacenti
| «                          | Servizio                   | »                          |
| Linea principale Kagoshima | Linea principale Kagoshima | Linea principale Kagoshima |
| -------------------------- | -------------------------- | -------------------------- |
| Jinnoharu                  | Locale                     | Mizumaki                   |
| Jinnoharu                  | Rapido                     | Mizumaki                   |
| Kurosaki                   | Semirapido                 | Mizumaki                   |
| Linea Fukuhoku Yutaka      |                            |                            |
| Jinnoharu                  | Locale                     | Higashi-Mizumaki           |